# Musandam
Musandam (Arabisch: مسندم) is een gouvernement van Oman. Musandam is een schiereiland en is een exclave van Oman. Het gebied is gescheiden van de rest van het land door de Verenigde Arabische Emiraten. Het gebied beslaat rond de 1800km² en had in 2003 28.727 inwoners; in 2010 waren er dat 31.425. De hoofdstad is Khasab. Oorspronkelijk zou Musandam mee fuseren met de Verenigde Arabische Emiraten in 1971.
- In het noorden van Musandam (rond Kumzar) wordt het Kumzari gesproken.
- Het gebied wordt ook wel het Noorwegen van Arabië genoemd, vanwege de vele fjorden.

Het gouvernement omvat de volgende districten (wilayat) en hun aantal inwoners in 2010
- Bukha: 3.025
- Daba: 6.991
- Khasab: 18.151
- Madha: 3.258